# Cosmic Background Explorer
A COBE (Cosmic Background Explorer) a NASA egyik csillagászati műholdja, amelynek feladata a kozmikus mikrohullámú háttérsugárzás vizsgálata volt. 1989. november 18-án indították.
Ez a munka a COBE (Cosmic Background Explorer)-műhold segítségével segített megerősíteni az Ősrobbanás elméletét. A Nobel-díj-bizottság szerint „a COBE-projektet tekinthetjük a kozmológiának, mint precíziós tudománynak a kezdetének”.
A COBE két fejlesztője – John C. Mather és George Smoot – fizikai Nobel-díjat kaptak „a kozmikus mikrohullámú háttérsugárzás feketetest jellegének és anizotrópiájának felfedezéséért”.

## Műszerek
A holdon három műszer volt:

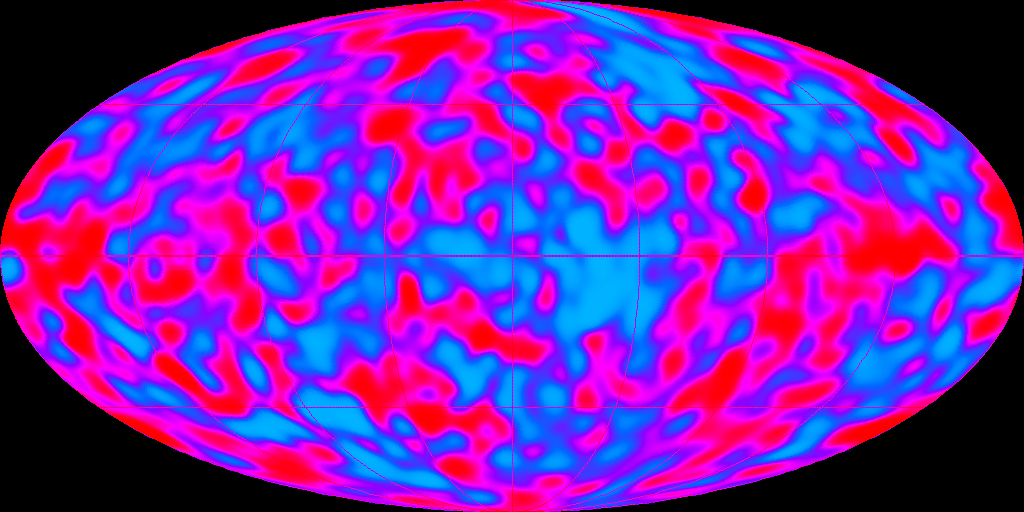
A közismert COBE kép, amelyen láthatóak a kozmikus mikrohullámú háttérsugárzás kis mértékű hőmérsékletingadozásai

- Differential Microwave Radiometers (DMR)
- Diffuse Infrared Background Experiment (DIRBE)
- Far-InfraRed Absolute Spectrophotometer (FIRAS)

| műszer                                  | rövidítés | leírás | vezető kutató |
| --------------------------------------- | --------- | --- | ------------- |
| Differential Microwave Radiometer       | DMR       | A DRM mérte meg a fekete-test (háttér) sugárzás helyfüggését az égbolton.                                                                 | George Smoot  |
| Far-InfraRed Absolute Spectrophotometer | FIRAS     | A FIRAS feladata volt megmérni, hogy a háttérsugárzás ún. fekete-test sugárzás-e.                                                         | John Mather   |
| Diffuse InfraRed Background Experiment  | DIRBE     | A DIRBE feladata volt megmérni az infravörös sugárzás eloszlását az égen. Ezen adatok szükségesek voltak a DMR adatainak kiértékelésénél. | Mike Hauser   |